# エブラ

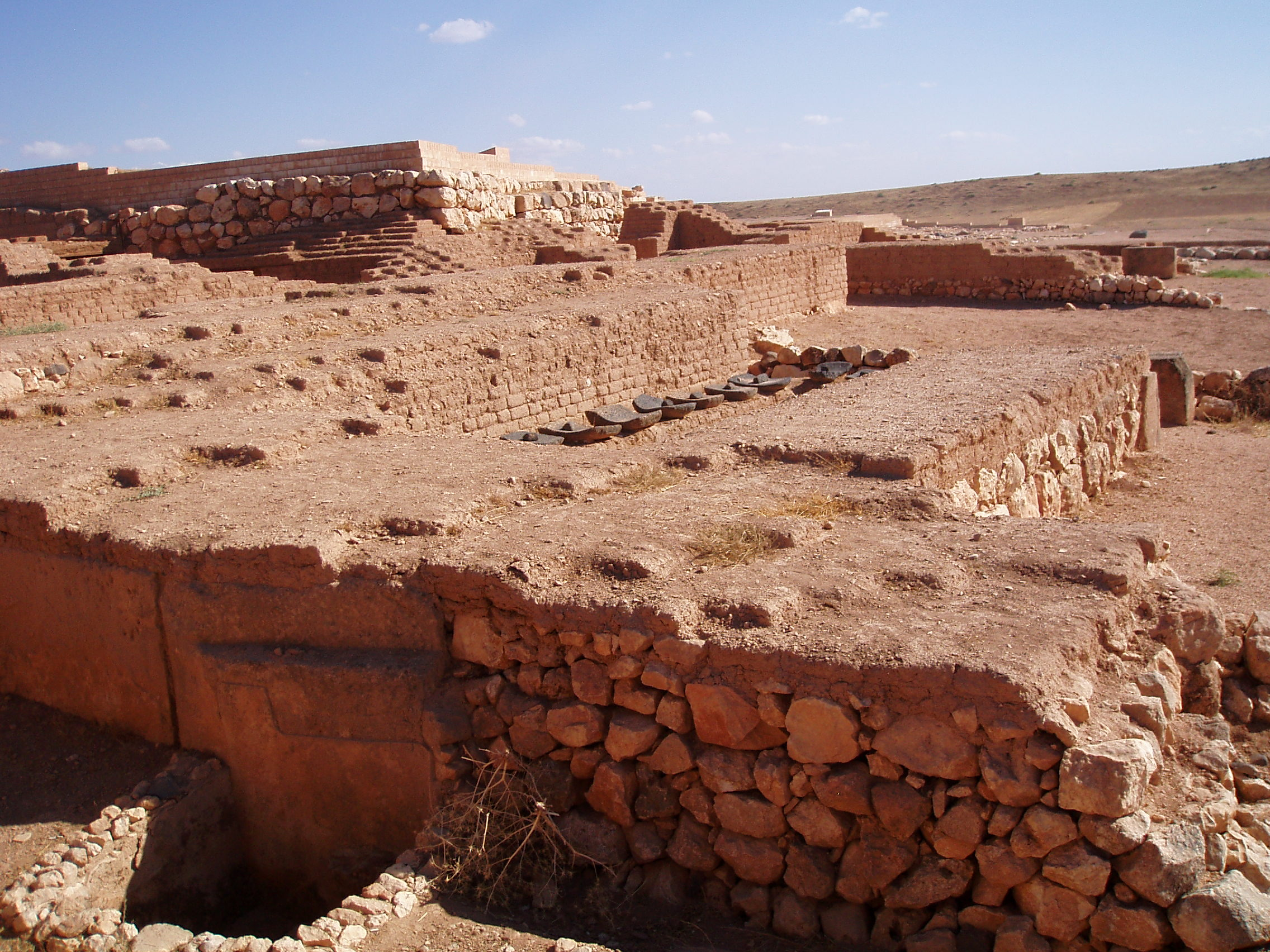
エブラ遺跡

エブラ（Ebla, シュメール語: 𒌈𒆷 eb₂-la, アラビア語: إبلا） はシリア北部にある古代の都市国家の遺跡。アレッポの南西55kmに位置する。エブラは紀元前3千年紀後半、および紀元前2千年紀前半（紀元前1800年 - 紀元前1650年）の二つの時期の重要な都市国家だった。
遺跡のある場所は、現在テル・マルディーフ（Tell Mardikh）と呼ばれる遺丘（テル）で、紀元前2250年頃に遡る楔形文字の書かれた粘土板（Ebla tablets）が大量（15,000枚）に発見されたことで有名である。これらはシュメール語、およびここで初めて発見されたセム語派の言語・エブラ語で書かれている。

## 遺跡の概要

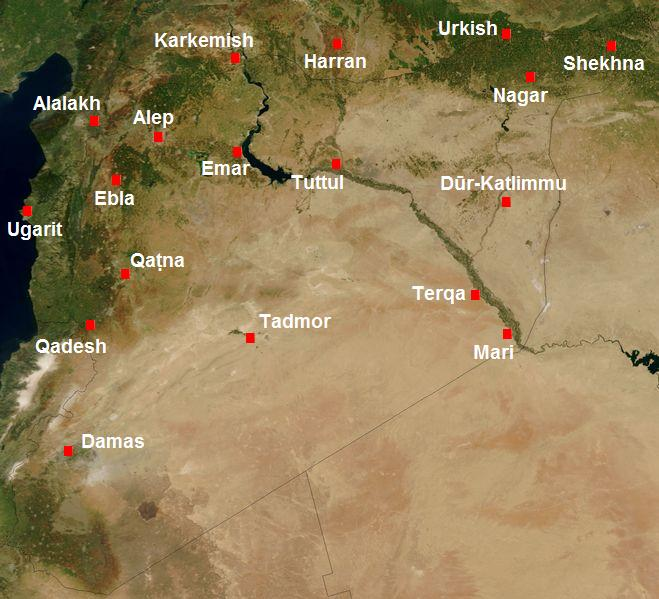
古代オリエントの地図

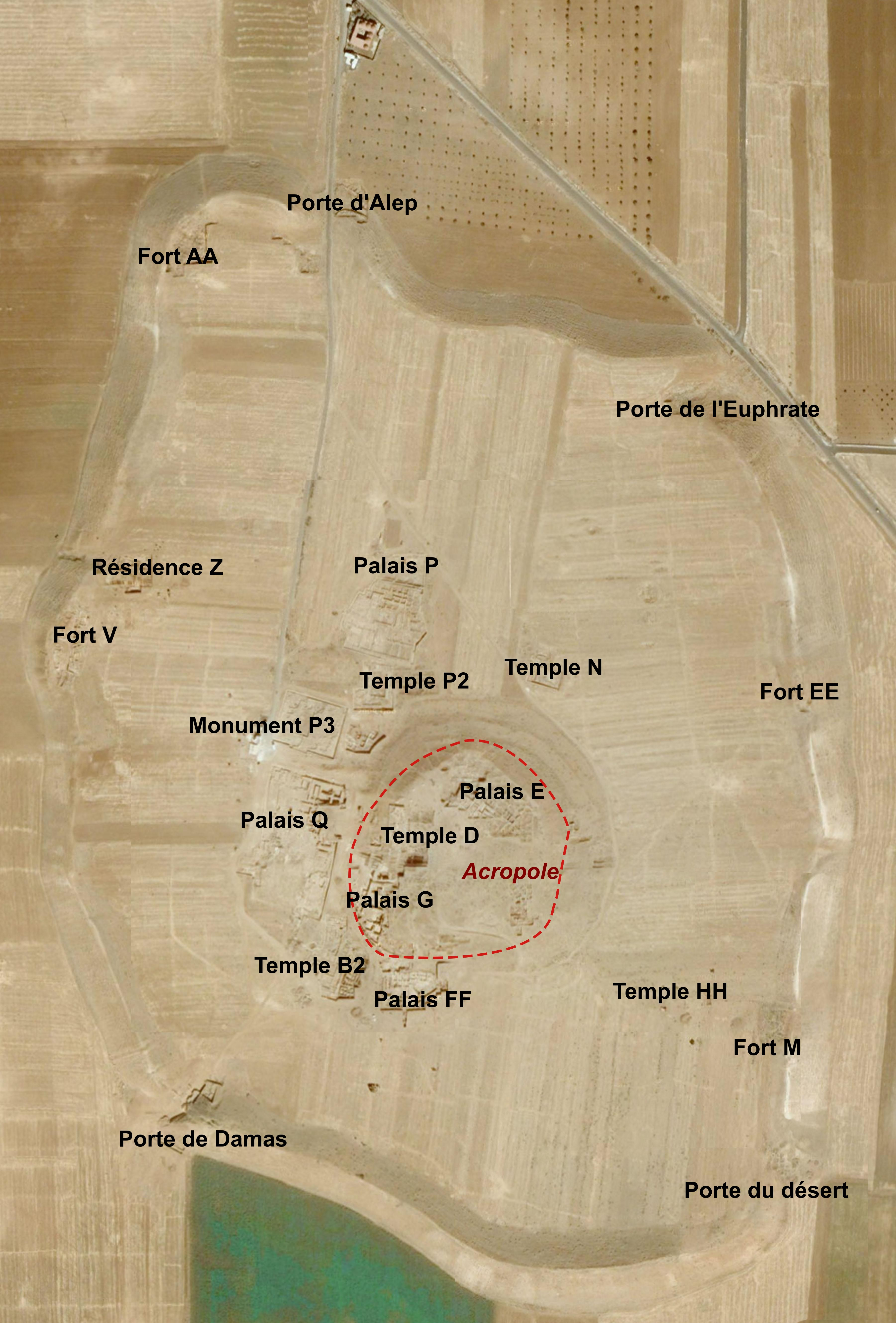
テル・マルディーフ（エブラ）遺跡の空中写真。城壁や門や中央のアクロポリスなどの発掘が進んでいる

1964年、パウロ・マッティエ（Paolo Matthiae）率いるイタリアのローマ・ラ・サピエンツァ大学の考古学調査チームがテル・マルディーフの発掘を開始した。1968年、調査チームは、エブラの王イビット・リム（Ibbit-Lim）の名が書かれた女神イシュタルの像を発見した。この発見により、この遺跡が古代エジプトの碑文やアッカド語文書で名前だけは知られていたが所在は不明だった都市エブラであることが分かった。その後の10年で、調査チームは紀元前2500年から紀元前2000年ごろの宮殿を発見した。
宮殿廃墟からは楔形文字の書かれた保存状態のよい粘土板15,000枚が見つかった。80%はシュメール語だったが、残りはかつて見つかったことのないセム語派の言語で書かれており、「エブラ語」と呼ばれることになった。Pettinato と Dahood はこれを西セム語派の言語としているが、Gelb ほかはアッカド語に近い東セム語派と考えている。
楔形文字の発達した地である南メソポタミアとエブラとの深い関係は、シュメール文化と、シュメールの文書に登場する紀元前3000年頃より前に既に存在したであろうセム系文化との関係にもつながっている。エブラ語の語彙のリストが粘土板とともに見つかっており、これにより翻訳することも可能となった。
粘土板が発見された建物は、今では宮殿付属の図書館（ライブラリ）ではなく（これはまだ発掘されていない）、食糧備蓄・捧げもの・裁判・外交・交易契約など記録を残すための文書庫（アーカイブ）、および徒弟たちが文書の写しを作る写字室とみられている。大きな粘土板がもともと木の棚に並べられていたが、宮殿が破壊されたときに粘土板文書も床に落ち、火災で焼き固まり、結果的に良い状態で保存された。粘土板が見つかった場所は粘土板が床に落とされた場所であり、これを手掛かりにもともと棚のどの位置にどの文書がしまわれていたかを再構成することが可能になった。そこから、粘土板はかつて主題ごとに分類されて保管されていたことが明らかになった。
エブラの文書庫では文書を木製棚に並べて保管していた。発見された文書の中には、書記の学習のためと思われるシュメール語の語彙を列記したリストの語彙文書がある。エブラ語の語彙と対応するシュメール語の語彙を併記した文書である。その他に、天地創造讃歌を記した文書も見つかっている。

## 紀元前3千年紀のエブラ

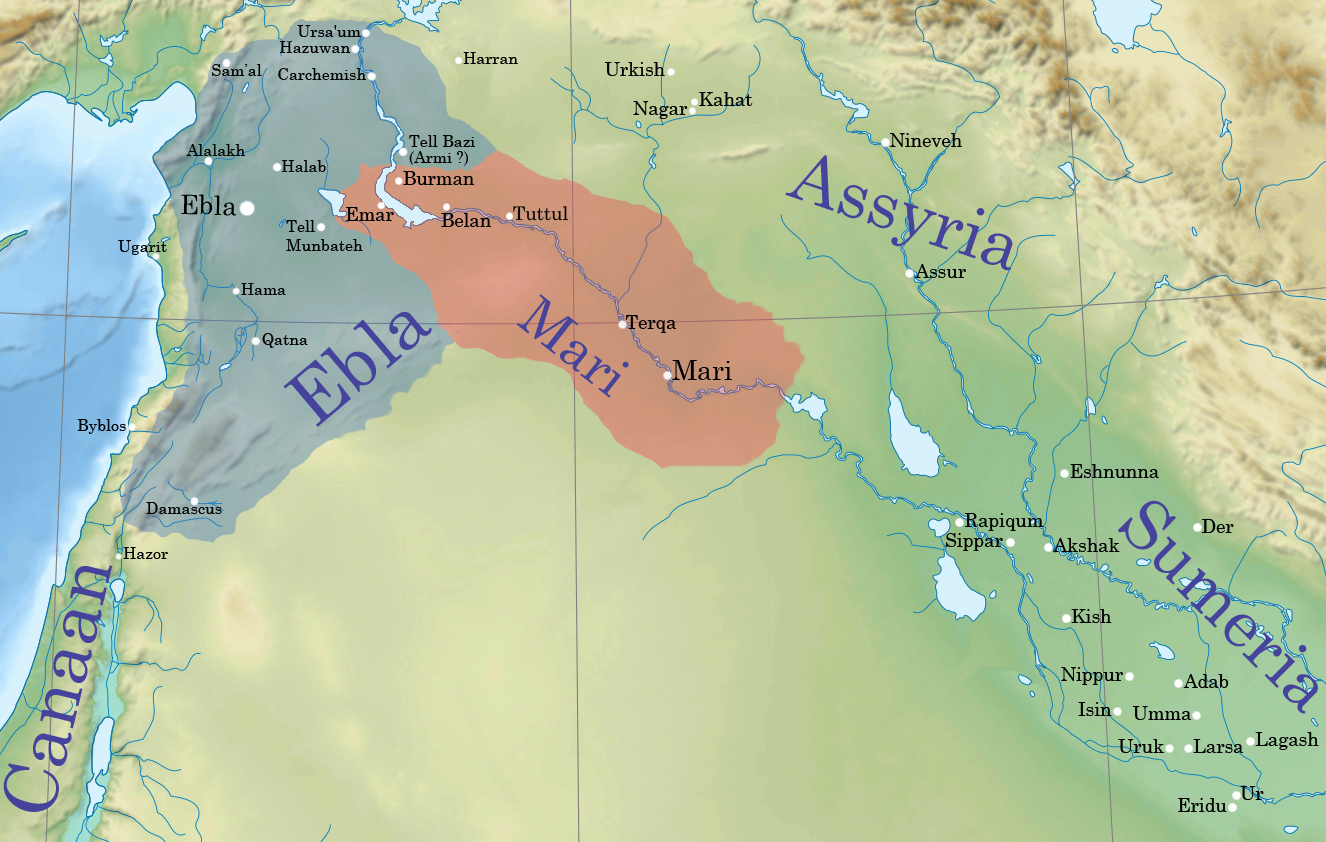
紀元前3千年紀のエブラ（青）

「エブラ」は「白い岩」、すなわち町が建っている石灰岩の露頭を意味する。エブラは紀元前3000年から絶えず人の居住があると見られるが、国力は次第に増し、その絶頂を紀元前3千年紀後半、およそ紀元前2400年から紀元前2240年の間に迎えている。エブラの名は紀元前2300年ごろのアッカドの文書にも見られる。
エブラから見つかった粘土板のほとんどはこの時期のものであり、経済に関係するものが中心である。これら粘土板はエブラの住民の日常生活や、紀元前3千年紀半ばのシリア北部および中東の文化・経済・政治状況をよく伝えている。文章は国家の歳入に関するものが多いが、王の手紙、シュメール語・エブラ語辞書、学校の教科書、エブラと周辺他都市との間の条約などの外交文書もある。
エブラのもっとも強力だった王は紀元前2300年ごろのエブリウム（Ebrium）またはイブリウム（Ibrium）と呼ばれる人物で、周囲の諸都市を従え、アッシュールの王トゥディア（Tudia）との間で、エブラの管理していた貿易拠点をアッシュール商人にも使わせる条約を結んでいる。
この最盛期の5番目で最後の王がエブリウムの息子イッビ・スィピシュ（Ibbi-Sipish）で、エブラ最初の世襲君主であり、それまでの選挙王政（選挙で王を選びその任期は7年とする）というエブラの慣習を破るものだった。その専制政治は内乱につながり、最終的に衰退に至った可能性がある（またアッカドの帝王サルゴンやその孫ナラム・シンがエブラを征服していることから、彼らがエブラを破壊した可能性もある）。一方ではイッビ・スィピシュの治世は、王が何度も国外へ旅行をしていることからも、過度の繁栄の時期だったと考えられる。エブラとアレッポ双方の文書に、エブラが隣国アルミ（Armi、当時のアレッポの呼び名）と条約を結んだことが記されている。

### 経済

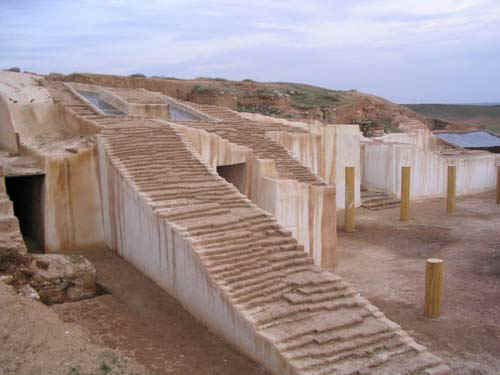
エブラのジッグラト

当時、エブラは商業の重要な中心地であった。商売上の大きなライバルはマリで、エブラはマリの1回目の破壊に関与した疑いもある。エブラの貿易はメソポタミア（主にキシュ）向けのものとみられ、またエジプトとの交易があったこともカフラー王やペピ1世（メリラー・ペピ）からの贈り物があったことから確認されている。
粘土板には、民が様々な家畜（ヒツジ、ヤギ、ウシ）を合計20万頭所有していたと記録されている。エブラの主な商品はおそらく周囲の山地（レバノンなど）から伐採した材木、および織物（ラガシュから発掘されたシュメール語の記録にも言及されている）であった。手工芸品もおもな輸出品だったとみられ、真珠貝を象眼した木製家具や色の異なる石を組み合わせて作った石像など、優美な加工品が遺跡から多く出土している。エブラの工芸技術は、後のアッカド帝国（紀元前2350年 - 紀元前2150年）に影響を与えた可能性もある。

### 政治
エブラの政治体制の詳細は不明だが、政府は商業エリートによって統治される寡頭制だったらしく、これら支配層が王を選挙で選び、防衛は傭兵に任せていた。粘土板を通じ、イグリシュ・ハラム（Igrish-Halam）、イルカブ・ダム（Irkab-Damu）、アル・エンヌム（Ar-Ennum）、イブリウム（Ibrium）、イッビ・スィピシュ（Ibbi-Sipish）といった王の名が判明した。イブリウムは伝統を破り絶対王政と世襲制を取り入れ息子イッビ・スィピシュを王とした。

### 宗教
セム系神話の神々がエブラの遺跡にも見られるが（ダゴン、イシュタル、レセフ、ハダド）、クラ（Kura）やニダクル（Nidakul）など未知の神や、エンキやニンキ（Ninki）などシュメール神話の神々、アシュタピ（Ashtapi）、ヘバト（Hebat）、イシャラ（Ishara）などフルリ人の神話の神々の名も見られる。
論争を呼んでいるペッティナート（Pettinato）の主張によれば、粘土板に書かれた神の名が「～エル（*El）」から「～ヤー（*Yah）」に変わっている部分が多くあるとされる（ミカエル Mika’el　からミカヤ Mikaya への変化など）。これが神の名にヤー（Yah）を用いた最初の証拠で、これがヤハウェ（YHWH）に変わっていったと主張する者もある。ボテロ（Bottero）の主張のように、これがメソポタミアのエア神（EA）を受け入れる過程でエブラ語ではヤハ（YH）に変わったという説もある。一方で、問題の表記は正しくは「イア」（IA）と読まれるべきだという主張もある。
旧約聖書の創世記に登場する名のうち、他の中東の遺跡からは見つかっていないがエブラ語ではほとんど同じ表記で登場するものもある。例えばアダム（a-da-mu、アダム）、ハワ（h’à-wa、イブ）、アバラマ（Abarama、アブラハム）、ビルハ、イシュマエル、イスラエル、エサウ、ミカエル、サウル、ダビデなどである。また聖書と同じ地名、例えばシナイ、イェルサルウム（Ye-ru-sa-lu-um、エルサレム）、ハツォール、ゲゼル、ドル、メギド、ヨッパなどである。ペッティナート（Pettinato）は、ソドムとゴモラに関する言及が見つかったとも主張している。

### アッカドによるエブラ破壊
アッカドの王サルゴンとその孫ナラム・シンはメソポタミアのほとんどを征服したが、二人とも自分がエブラを破壊したと書き記している。破壊された正確な時期についてはなお論争のさなかであるが、紀元前2240年は説の中でも可能性の高いものである。これ以後の3世紀の間、エブラは経済的な重要性を若干回復したが、以前の繁栄には及ばなかった。この時期、ニップルの近郊のドレヘム（Drehem）からの文書やヒッタイトのカネシュ（Kanesh）からの文書にあるように、エブラは近隣の都市国家ウルシュ（Urshu）と結びつきを持っていた可能性もある。

## 紀元前2千年紀のエブラ

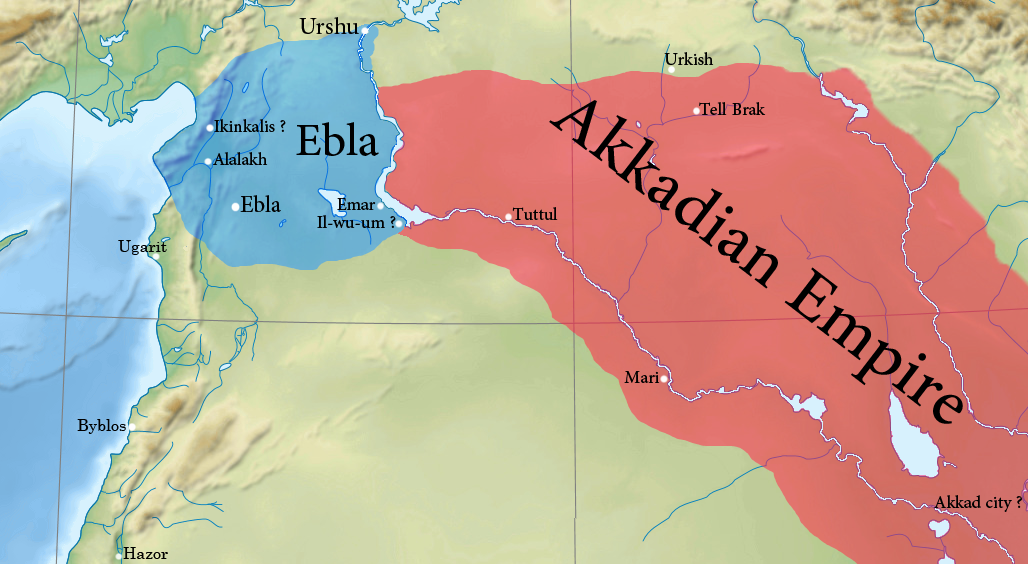
紀元前2千年紀のエブラ（青）

アッカド人による破壊から3世紀後の紀元前2000年ごろ、イビット・リム（Ibbit-Lim）が最初の王に即位してエブラはかつての重要性の一部を取り戻した。この頃のエブラの住民はアムル人であり、紀元前1850年から第二の繁栄期を迎え、紀元前1750年ごろのアララハの文献にも言及がある。
紀元前1650年から1600年にかけての時期にヒッタイトの王（ムルシリ1世またはハットゥシリ1世）により再度破壊された。2度目の破壊からはエブラは立ち直れず、7世紀までは小さな村として存続したが、以後は考古学調査がなされるまで忘却された。